# Jochen van Aerssen
Jochen van Aerssen, eigentlich Franz-Joachim van Aerssen (* 15. April 1941 in Kevelaer; † 9. Januar 1992 in Düsseldorf), war ein deutscher Rechtsanwalt, Volkswirt und Politiker (CDU). Er wirkte unter anderem als Mitglied des Landtags von Nordrhein-Westfalen, des Deutschen Bundestages und des Europäischen Parlaments.

## Ausbildung, Beruf und Familie
Nach dem Abitur 1960 an einem Gymnasium studierte van Aerssen Rechtswissenschaften und Volkswirtschaft an den Universitäten Bonn, Köln und Freiburg im Breisgau. Während des Studiums trat er in Bonn in die katholische Studentenverbindung KStV Arminia im KV ein. Er legte 1964 das erste juristische Staatsexamen und 1966 das Staatsexamen als Diplom-Volkswirt ab, ehe er 1970 das Studium mit der zweiten juristischen Staatsprüfung beendete und zum Dr. jur. promoviert wurde. 1971 wurde er beim Landgericht Düsseldorf als Rechtsanwalt zugelassen. Im Anschluss war er als freier Mitarbeiter in der Abteilung für regionale Strukturpolitik, Öffentlichkeitsarbeit und Presse bei der Düsseldorfer Industrie- und Handelskammer tätig. 1978/1979 publizierte er Kommentare zum Landesentwicklungsprogrammgessetz und zum Datenorganisationsgesetz von Nordrhein-Westfalen.
Weiterhin war van Aerssen Vorsitzender der Deutsch-Niederländischen Kommission für Bildungs- und Hochschulpolitik des Landes Nordrhein-Westfalen und Mitglied der katholischen Arbeitnehmerbewegung.
Franz-Joachim „Jochen“ van Aerssen war katholisch, vor 1986 verwitwet und hatte drei Kinder (Rick, Alix und Mark). 1982 erhielt er dem Ehrenpreis der Vereinigung christlicher Genossen Italiens (Anciac).

## Partei
Van Aerssen trat 1964 der CDU bei, war seit 1970 Mitglied im Kreisvorstand der CDU Kleve und wurde 1973 als Beauftragter für Europafragen Mitglied im Landesvorstand der CDU Rheinland.

## Abgeordneter
Als Nachfolger des Abgeordneten Wilhelm Wehren war van Aerssen vom 26. Juli 1970 bis zum 13. Dezember 1976 Mitglied des nordrhein-westfälischen Landtags und dort stellvertretender Vorsitzender des Ausschusses für Außenwirtschaftspolitik und von 1973 bis 1975 Vorsitzender des Ausschusses für Landesplanung. Vom 14. Dezember 1976 bis zum 29. März 1983 war er zwei Wahlperioden lang Abgeordneter des Deutschen Bundestags. Er wurde 1976 und 1980 im Wahlkreis Kleve direkt gewählt. Außerdem gehörte er vom 19. Januar 1977 bis zum 24. Juli 1989 dem Europäischen Parlament an und war dort Mitglied in verschiedenen Ausschüssen mit außenwirtschaftlicher Orientierung. Er lebte in seiner Geburtsstadt Kevelaer.